# Quercus kotschyana
Espèce
Classification phylogénétique
Statut de conservation UICN

 EN : En danger
Quercus kotschyana est une espèce d'arbres que l'on trouve au Liban dans la réserve naturelle d'Ehden entre 1 300 m et 1 900 m.
Il se trouve avec les Cedrus libani et Quercus cedrorum.